# Microphiura decipiens
Microphiura decipiens is een slangster uit de familie Ophiacanthidae.
De wetenschappelijke naam van de soort werd in 1910 gepubliceerd door Theodor Mortensen.